# Kwara (estado)
Kwara é um estado na região centro-oeste da Nigéria, criado em 27 de maio de 1967. Sua capital é a cidade de Ilorin. Em 2012 a população era 2.857.420 habitantes, numa área de 36 825 km².

## História
O estado de Kwara foi criado em 27 de maio de 1967, quando o governo federal militar do general Yakubu Gowon dividiu as quatro regiões que então constituíam a Federação da Nigéria em 12 estados. Na sua criação, o estado foi formado pelas antigas províncias de Ilorin e Kabba da então Região Norte e inicialmente foi nomeado o Estado Oeste Central, mas depois mudou para "Kwara", um nome local para o Rio Niger.
O estado de Kwara desde 1976 reduziu consideravelmente o tamanho como resultado de novas tentativas de criação do estado na Nigéria. Em 13 de fevereiro de 1976, a parte Idah/Dekina foi esculpida e fundida com uma parte do então Benue/Plateau (estado) para formar o Benue (estado).
Em 27 de agosto de 1991, cinco áreas de governo local, ou seja, Oyi, Yagba, Okene, Okehi e Kogi também foram excisadas para formar parte do novo Kogi (estado), enquanto um sexto, Borgu (área de governo local), foi fundida com Níger (estado).

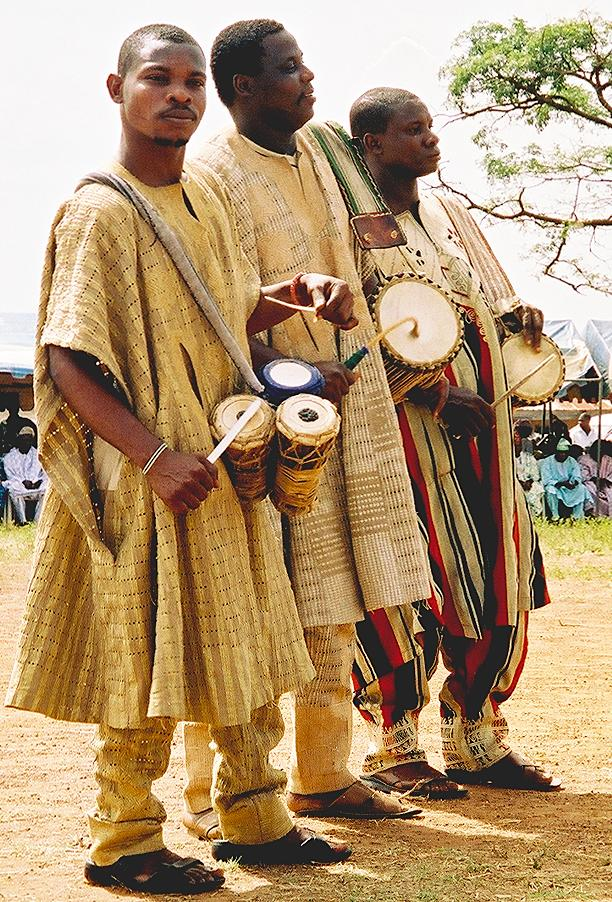
Batuqueiros em Ojumo Oro, Estado de Kwara.